# Johnny Mann
Johnny Mann (30 de agosto de 1928; Baltimore, Maryland - 18 de junio de 2014; Anderson, Carolina del Sur) fue un arreglista, compositor, director de orquesta, actor y artista de grabación estadounidense.

## Carrera
Johnny Mann y su grupo vocal The Johnny Mann Singers participaron en varias sesiones de grabación de rock 'n' roll clásico y rockabilly de Johnny Burnette (incluyendo "God, Country and My Baby"), The Crickets y varias sesiones de 1957-1958 con Eddie Cochran, que también firmó con Liberty Records en Hollywood. Como director de orquesta con los cantantes Johnny Mann, el grupo grabó aproximadamente tres docenas de álbumes, fue anfitrión de la serie de televisión titulada Stand Up and Cheer (1971-1974), y fue el director musical de The Joey Bishop Show. También fue director musical de The Alvin Show, y fue la voz de Theodore. Mann fue también director de coro para la NBC Comedy Hour.